# インタースプートニク
インタースプートニク（Intersputnik International Organization of Space Communications）は、1971年11月15日にソビエト連邦と8つの社会主義国（ポーランド、チェコスロバキア、東ドイツ、ハンガリー、ルーマニア、ブルガリア、モンゴル、キューバ）により、モスクワで創設された、衛星通信のための国際的な組織である。目的は通信衛星の発展と共用で、西側のインテルサットに対抗するものであった。ドイツ連邦共和国は2023年4月に組織から脱退した。
2024年時点で、25の国がメンバーとなっている。インタースプートニクは現在、商業組織となっており、軌道上の12個の衛星と41個のトランスポンダを運営している。1997年6月にインタースプートニクは、ロッキード・マーティンと共同でジョイントベンチャーのロッキード・マーティン・インタースプートニクを設立し、同社名の衛星の製造、運用を行っていた。2006年9月、ロッキード・マーティン・インタースプートニクはアジア・ブロードキャスト・サテライト（ABS）に買収された。
歴史

## メンバー国
| - アフガニスタン - アゼルバイジャン - ブルガリア - ベラルーシ - チェコ - ジョージア - インド - イエメン - 北朝鮮 - カザフスタン - カンボジア - キルギス - キューバ - ラオス | - モンゴル - ニカラグア - ポーランド - ルーマニア - ロシア - シリア - タジキスタン - トルクメニスタン - ウクライナ - ハンガリー - ベトナム |  |